# Benito Archundia
Benito Archundia (Tlalnepantla, 1966. március 21. –) mexikói nemzetközi labdarúgó-játékvezető. Teljes neve: Benito Armando Archundia Téllez. Egyéb foglalkozása ügyvéd és közgazdász.

## Pályafutása

### Nemzeti játékvezetés
Nemzeti labdarúgó-szövetségének megfelelő játékvezető bizottságai minősítése alapján jutott magasabb osztályokba. A küldési gyakorlat szerint rendszeres 4. bírói szolgálatot is végzett. 1985-ben lett az I. Liga profi játékvezetője. A nemzeti játékvezetéstől 2012-ben a FIFA JB korhatárát egy évvel meghosszabbítva vonult vissza.

### Nemzetközi játékvezetés
A Mexikói labdarúgó-szövetség Játékvezető Bizottsága (JB) terjesztette fel nemzetközi játékvezetőnek, a Nemzetközi Labdarúgó-szövetség (FIFA) 1993-tól tartotta nyilván bírói keretében. A FIFA JB központi nyelvei közül a spanyolt és az angolt beszéli. Kiemelkedően sok válogatott és klubmérkőzést vezetett, vagy működő társának 4. bíróként segített. A nemzetközi sportszakemberek a világ egyik legjobb játékvezetőjének tekintik. A mexikói nemzetközi játékvezetők rangsorában, a világbajnokság-Amerika-bajnokságok sorrendjében az 1. helyet foglalja el 33 találkozó szolgálatával. Az aktív nemzetközi játékvezetéstől 2011-ben a FIFA JB 45 éves korhatárát elérve búcsúzott. Európai labdarúgó-válogatottaknak 15 alkalommal vezetett mérkőzést.
| Időpont         | Helyszín                      | Mérkőzés típusa           | Mérkőzés            | Eredmény | Nézők száma |
| --------------- | ----------------------------- | ------------------------- | ------------------- | -------- | ----------- |
| 1994. május 28. | Yale Bowl Stadion, New Heaven | első nemzetközi mérkőzése | Amerika–Görögország | 1 – 1    | 21 317      |

#### Labdarúgó-világbajnokság

##### U17-es labdarúgó-világbajnokság
Japán rendezte az 1993-as U17-es labdarúgó-világbajnokságot, ahol a FIFA JB játékvezetőként mutatta be a nemzetközi résztvevőknek. A tornán Magyarországot Piller Sándor képviselte.

###### 1993-as U17-es labdarúgó-világbajnokság
| Időpont             | Helyszín                   | Mérkőzés típusa              | Mérkőzés               | Eredmény | Nézők száma |
| ------------------- | -------------------------- | ---------------------------- | ---------------------- | -------- | ----------- |
| 1993. augusztus 22. | Központi Stadion, Kyotó    | csoportmérkőzés (C. csoport) | Kolumbia–Katar         | 0 : 2    | 4 500       |
| 1993. augusztus 26. | Központi Stadion, Kyotó    | csoportmérkőzés (C. csoport) | Kolumbia–Csehszlovákia | 1 : 3    | 3 700       |
| 1993. augusztus 29. | Városi Stadion, Kóbe       | egyik negyeddöntő            | Ghána–Ausztrália       | 1 : 0    | 10 000      |
| 1993. szeptember 1. | Központi Stadion, Hirosima | egyik elődöntő               | Nigéria–Lengyelország  | 2 : 1    | 2 500       |

##### U20-as labdarúgó-világbajnokság
Az Egyesült Arab Emírségek a 14., a 2003-as ifjúsági labdarúgó-világbajnokságot, Hollandia a 15., a 2005-ös ifjúsági labdarúgó-világbajnokságot rendezte, ahol a FIFA JB kiemelten foglalkoztatta bíróként.

###### 2003-as ifjúsági labdarúgó-világbajnokság
| Időpont            | Helyszín                                     | Mérkőzés típusa              | Mérkőzés                | Eredmény | Nézők száma |
| ------------------ | -------------------------------------------- | ---------------------------- | ----------------------- | -------- | ----------- |
| 2003. november 28. | Városi Stadion, Sharjah                      | csoportmérkőzés (B. csoport) | Argentína–Spanyolország | 2 : 1    | 15 000      |
| 2003. december 1.  | Al-Rashid Stadion, Dubaj                     | csoportmérkőzés (C. csoport) | Csehország–Brazília     | 1 : 1    | 12 500      |
| 2003. december 5.  | Al-Maktoum Stadion, Dubaj                    | csoportmérkőzés (D. csoport) | Egyiptom–Japán          | 0 : 1    | 11 800      |
| 2003. december 9.  | Sheikh Khalifa International Stadion, Al Ain | egyik nyolcaddöntő           | Paraguay–Spanyolország  | 0 : 1    | 9 250       |
| 2003. december 15. | Mohammad Bin Zayed Stadion, Abu-Dzabi        | egyik elődöntő               | Brazília– Argentína     | 1 : 0    | 16 000      |

###### 2005-ös ifjúsági labdarúgó-világbajnokság
| Időpont          | Helyszín                          | Mérkőzés típusa              | Mérkőzés                | Eredmény | Nézők száma |
| ---------------- | --------------------------------- | ---------------------------- | ----------------------- | -------- | ----------- |
| 2005. június 15. | De Vijverberg Stadion, Doetinchem | csoportmérkőzés (C. csoport) | Chile–Spanyolország     | 0 : 7    | 6 600       |
| 2005. június 18. | Univé Stadion, Emmen              | csoportmérkőzés (D. csoport) | Argentína–Németország   | 1 : 0    | 8 600       |
| 2005. június 21. | Willem II Stadion, Tilburg        | egyik nyolcaddöntő           | Brazília–Szíria         | 1 : 0    | 11 000      |
| 2005. június 24. | Arke Stadion, Enschede            | egyik negyeddöntő            | Argentína–Spanyolország | 3 : 1    | 11 200      |

---
Négy világbajnoki döntőhöz vezető úton Franciaországba a XVI., az 1998-as labdarúgó-világbajnokságra, Dél-Koreába-Japánba a XVII., a 2002-es labdarúgó-világbajnokságra, Németországba a XVIII., a 2006-os labdarúgó-világbajnokságra, valamint Dél-Afrikába a XIX., a 2010-es labdarúgó-világbajnokságra a FIFA JB játékvezetőként alkalmazta. Selejtező mérkőzéseket az CONMEBOL, CONCACAF és azAFC zónákban vezetett. Világbajnokságon vezetett mérkőzéseinek száma: 8.
A 2. játékvezető a világon (az első Joël Quiniou), aki labdarúgó-világbajnokságokon 8 mérkőzést irányíthatott. Az első bíró, aki egy világbajnokságon 5 mérkőzés vezetésére kapott küldést, a 2. Horacio Elizondo (2006), a 3. Ravshan Ermatov (2010).

##### 1998-as labdarúgó-világbajnokság

###### Selejtező mérkőzés
| Időpont              | Helyszín                               | Mérkőzés típusa    | Mérkőzés         | Eredmény | Nézők száma |
| -------------------- | -------------------------------------- | ------------------ | ---------------- | -------- | ----------- |
| 1997. június 8.      | Olímpico Atahualp Stadion, Quito       | CONMEBOL zónadöntő | Ecuador–Chile    | 1 : 1    | 42 225      |
| 1997. szeptember 10. | Defensores del Chaco Stadion, Asunción | CONMEBOL zónadöntő | Paraguay–Bolívia | 2 : 1    | 40 341      |

##### 2002-es labdarúgó-világbajnokság

###### Selejtező mérkőzés
| Időpont           | Helyszín                                 | Mérkőzés típusa                          | Mérkőzés      | Eredmény | Nézők száma |
| ----------------- | ---------------------------------------- | ---------------------------------------- | ------------- | -------- | ----------- |
| 2000. július 16.  | Carlos Salazar Hijo Stadion, Mazatenango | CONCACAF zónadöntő (3. csoport)          | Guatemala–USA | 1 : 1    | 9 000       |
| 2001. október 13. | Olimpiai Sport Center Stadion, Senjang   | AFC zónadöntő 2. csoportkör (2. csoport) | Kína–Katar    | 3 : 0    | 43 850      |

##### 2006-os labdarúgó-világbajnokság
A németországi tornán kiváló felkészültségét, tevékenységét széles körben dicsérték. A tornán ő adta a legkevesebb fegyelmező lapot, sárgát átlagosan 3-at mutatott fel mérkőzésenként, a pirosat egyszer sem vette elő.

###### Világbajnoki mérkőzés
| Időpont          | Helyszín                    | Mérkőzés típusa              | Mérkőzés                | Eredmény | Nézők száma |
| ---------------- | --------------------------- | ---------------------------- | ----------------------- | -------- | ----------- |
| 2006. június 13. | Olimpiai Stadion, Berlin    | csoportmérkőzés (F. csoport) | Brazília–Horvátország   | 1 : 0    | 66 000      |
| 2006. június 13. | Központi Stadion, Lipcse    | csoportmérkőzés (G. csoport) | Franciaország–Dél-Korea | 1 : 1    | 43 000      |
| 2006. június 22. | Volkspark Stadion, Hamburg  | csoportmérkőzés (E. csoport) | Csehország–Olaszország  | 0 : 2    | 50 000      |
| 2006. június 26. | Müngersdorfer Stadion, Köln | egyik nyolcaddöntő           | Svájc–Ukrajna           | 0 : 0    | 45 000      |
| 2006. július 4.  | Westfalen Stadion, Dortmund | egyik elődöntő               | Németország–Olaszország | 0 : 2    | 65 000      |

##### 2010-es labdarúgó-világbajnokság
A FIFA JB 2008-ban bejelentette, hogy játékvezetőnek jelölte a Dél-Afrika rendezendő a XIX., a 2010-es labdarúgó-világbajnokságra. Selejtező mérkőzéseket az Észak- és Közép-amerikai, Karibi Labdarúgó-szövetségek Konföderációja (CONCACAF( zónában vezetett. A FIFA JB 2010. február 5-én kijelölte a (június 11.-július 11.) közötti dél-afrikai világbajnokságon közreműködő harminc játékvezetőt, akik Kassai Viktor és 28 társa között ott volt a világtornán. Az érintettek március 2-6. között a Kanári-szigeteken vettek részt szemináriumon, ezt megelőzően február 26-án Zürichben orvosi vizsgálaton jelentek meg. Az ellenőrző vizsgálatokon megfelelt az elvárásoknak, így a FIFA JB delegálta az utazó keretbe. Az első olyan játékvezető, aki egy világbajnokságon 5 meccsen bíráskodott.

###### Selejtező mérkőzés
| Időpont              | Helyszín                                          | Mérkőzés típusa             | Mérkőzés                | Eredmény | Nézők száma |
| -------------------- | ------------------------------------------------- | --------------------------- | ----------------------- | -------- | ----------- |
| 2008. június 14.     | Mateo Flores Stadion, Guatemalaváros              | CONCACAF zóna (1B. csoport) | Guatemala–Saint Lucia   | 6 : 0    | 24 600      |
| 2008. június 18.     | Greenfield Stadion, Daniel Town                   | CONCACAF zóna (2B. csoport) | Bahama-szigetek–Jamaica | 0 : 6    | 10 500      |
| 2008. augusztus 20.  | Pedro Marrero Stadion, Havanna                    | CONCACAF zóna (1. csoport)  | Kuba–Trinidad és Tobago | 1 : 3    | 4 000       |
| 2008. szeptember 10. | André Kamperveen Stadion, Paramaribo              | CONCACAF zóna (3. csoport)  | Suriname–El Salvador    | 0 : 2    | 4 500       |
| 2008. november 19.   | Dick's Sporting Goods Park Stadion, Commerce City | CONCACAF zóna (1. csoport)  | Amerika–Guatemala       | 2 : 0    | 9 303       |
| 2009. március 28.    | Estadio Cuscatlán Stadion, San Salvador           | CONCACAF zónadöntő          | El Salvador– Amerika    | 2 : 2    | 30 350      |
| 2009. szeptember 9.  | Estadio Cuscatlán Stadion, San Salvador           | CONCACAF zónadöntő          | El Salvador–Costa Rica  | 1 : 0    | 18 000      |
| 2009. október 14.    | Robert F. Kennedy Memorial Stadion, Washington    | CONCACAF zónadöntő          | Amerika–Costa Rica      | 2 : 2    | 26 243      |

###### Világbajnoki mérkőzés
| Időpont          | Helyszín                                   | Mérkőzés típusa              | Mérkőzés             | Eredmény | Nézők száma |
| ---------------- | ------------------------------------------ | ---------------------------- | -------------------- | -------- | ----------- |
| 2010. június 14. | Városi Stadion, Fokváros                   | csoportmérkőzés (F. csoport) | Olaszország–Paraguay | 1 : 1    | 62 869      |
| 2010. június 25. | Moses Mabhida Stadion, Durban              | csoportmérkőzés (G. csoport) | Brazília–Portugália  | 0 : 0    | 62 712      |
| 2010. július 10. | Nelson Mandela Bay Stadion, Port Elizabeth | bronztalálkozó               | Németország–Uruguay  | 3 : 2    | 36 254      |

#### Copa América
Paraguay a 39., az 1999-es Copa América, Venezuela a 42., a 2007-es Copa América tornán rendezte, ahol a Dél-amerikai Labdarúgó-szövetség (CONMEBOL) JB játékvezetői feladatok végzésével bízta meg.

##### 1999-es Copa América

###### Copa América mérkőzés
| Időpont          | Helyszín                               | Mérkőzés típusa              | Mérkőzés       | Eredmény |
| ---------------- | -------------------------------------- | ---------------------------- | -------------- | -------- |
| 1999. július 2.  | Defensores del Chaco Stadion, Asunción | csoportmérkőzés (A. csoport) | Paraguay–Japán | 4 : 0    |
| 1999. július 11. | Feliciano Cáceres Stadion, Luque       | egyik negyeddöntő            | Kolumbia–Chile | 2 : 3    |

##### 2007-es Copa América

###### Copa América mérkőzés
| Időpont          | Helyszín                                             | Mérkőzés típusa              | Mérkőzés       | Eredmény |
| ---------------- | ---------------------------------------------------- | ---------------------------- | -------------- | -------- |
| 2007. június 30. | Polideportivo de Pueblo Nuevo Stadion, San Cristóbal | csoportmérkőzés (A. csoport) | Venezuela–Peru | 2 : 0    |

#### CONCACAF-aranykupa
A torna döntőjéhez való úton Mexikó a 3., az 1996-os CONCACAF-aranykupát, az Amerikai Egyesült Államok a 8., a 2005-ös CONCACAF-aranykupa a 9., a 2007-es CONCACAF-aranykupa és a 10., 2009-es CONCACAF-aranykupa tornán a CONCACAF JB bírói szolgálattal foglalkoztatta.

##### 1996-os CONCACAF-aranykupa

###### CONCACAF-aranykupa mérkőzés
| Időpont          | Helyszín                               | Mérkőzés típusa              | Mérkőzés                    | Eredmény | Nézők száma |
| ---------------- | -------------------------------------- | ---------------------------- | --------------------------- | -------- | ----------- |
| 1996. január 10. | Edison International Stadion, Anaheim  | csoportmérkőzés (C. csoport) | Salvador–Trinidad és Tobago | 3 : 2    | 27 125      |
| 1996. január 14. | Memorial Coliseum Stadion, Los Angeles | csoportmérkőzés (B. csoport) | Brazília–Honduras           | 5 : 0    | 20 708      |
| 1996. január 18. | Memorial Coliseum Stadion, Los Angeles | egyik elődöntő               | Egyesült Államok–Brazília   | 0 : 1    | 22 103      |

##### 2005-ös CONCACAF-aranykupa

###### CONCACAF-aranykupa mérkőzés
| Időpont          | Helyszín                     | Mérkőzés típusa              | Mérkőzés                    | Eredmény | Nézők száma |
| ---------------- | ---------------------------- | ---------------------------- | --------------------------- | -------- | ----------- |
| 2005. július 9.  | Qwest Stadion, Seattle       | csoportmérkőzés (B. csoport) | Costa Rica–Kuba             | 3 : 1    | 15 109      |
| 2005. július 12. | Gillette Stadion, Foxborough | csoportmérkőzés (B. csoport) | Egyesült Államok–Costa Rica | 0 : 0    | 15 211      |
| 2005. július 16. | Gillette Stadion, Foxborough | egyik negyeddöntő            | Honduras–Costa Rica         | 3 : 2    | 22 108      |

##### 2007-es CONCACAF-aranykupa

###### CONCACAF-aranykupa mérkőzés
| Időpont          | Helyszín                     | Mérkőzés típusa              | Mérkőzés                  | Eredmény | Nézők száma |
| ---------------- | ---------------------------- | ---------------------------- | ------------------------- | -------- | ----------- |
| 2007. június 12. | Gillette Stadion, Foxborough | csoportmérkőzés (B. csoport) | Egyesült Államok–Salvador | 4 : 0    | 26 523      |
| 2007. június 21. | Soldier Stadion, Chicago     | egyik elődöntő               | Kanada–Egyesült Államok   | 1 : 2    | 50 760      |

##### 2009-es CONCACAF-aranykupa

###### CONCACAF-aranykupa mérkőzés
| Időpont          | Helyszín                                | Mérkőzés típusa              | Mérkőzés                | Eredmény | Nézők száma |
| ---------------- | --------------------------------------- | ---------------------------- | ----------------------- | -------- | ----------- |
| 2009. július 3.  | The Home Depot Center Stadion, Carson   | csoportmérkőzés (A. csoport) | Costa Rica–Salvador     | 1 : 2    | 27 000      |
| 2009. július 18. | Lincoln Financial Stadion, Philadelphia | egyik negyeddöntő            | Egyesült Államok–Panama | 2 : 1    | 32 000      |

#### Olimpiai játékok
Az 1996. évi nyári olimpiai játékokon, majd nyolc évvel később a 2004. évi nyári olimpiai játékokon a FIFA JB játékvezetőként foglalkoztatta.

##### Férfi labdarúgótorna az 1996. évi nyári olimpiai játékokon
| Időpont          | Helyszín                   | Mérkőzés típusa              | Mérkőzés                   | Eredmény | Nézők száma |
| ---------------- | -------------------------- | ---------------------------- | -------------------------- | -------- | ----------- |
| 1996. július 21. | Orange Bowl Stadion, Miami | csoportmérkőzés (D. csoport) | Japán–Brazília             | 1 : 0    | 46 713      |
| 1996. július 24. | Orange Bowl Stadion, Miami | csoportmérkőzés (B. csoport) | Franciaország–Szaúd-Arábia | 2 : 1    | 4 615       |

##### Férfi labdarúgótorna a 2004. évi nyári olimpiai játékokon
| Időpont             | Helyszín                        | Mérkőzés típusa              | Mérkőzés              | Eredmény | Nézők száma |
| ------------------- | ------------------------------- | ---------------------------- | --------------------- | -------- | ----------- |
| 2004. augusztus 15. | Kaftanzoglio Stadion, Szaloniki | csoportmérkőzés (B. csoport) | Paraguay–Ghána        | 1 : 2    | 1 119       |
| 2004. augusztus 24. | Karaiskaki Stadion, Pireusz     | elődöntő                     | Olaszország–Argentína | 0 : 3    | 30 910      |

#### Konföderációs kupa
A világbajnokságokat megelőző nemzetközi torna éles körülmények között segíti a rendező országok versenybizottságának tapasztalatszerzését. A torna döntőjéhez vezető úton Dél-Koreába és Japánba az 5., a 2001-es konföderációs kupára és Dél-Afrikába a 2009-es konföderációs kupára a FIFA JB bírói szolgálattal bízta meg.

##### 2001-es konföderációs kupa
| Időpont         | Helyszín                     | Mérkőzés típusa              | Mérkőzés         | Eredmény | Nézők száma |
| --------------- | ---------------------------- | ---------------------------- | ---------------- | -------- | ----------- |
| 2001. június 2. | Városi Stadion, Nígata       | csoportmérkőzés (B. csoport) | Kamerun–Japán    | 0 : 2    | 39 430      |
| 2001. június 7. | Nemzetközi Stadion, Jokohama | egyik elődöntő               | Japán–Ausztrália | 1 : 0    | 48 699      |

##### 2009-es konföderációs kupa
| Időpont          | Helyszín                           | Mérkőzés típusa              | Mérkőzés             | Eredmény | Nézők száma |
| ---------------- | ---------------------------------- | ---------------------------- | -------------------- | -------- | ----------- |
| 2009. június 17. | Royal Bafokeng Stadion, Rustenburg | csoportmérkőzés (A. csoport) | Dél-Afrika–Új-Zéland | 2 : 0    | 6 598       |
| 2009. június 21. | Loftus Versfeld Stadion, Pretoria  | előselejtező (B. csoport)    | Olaszország–Brazília | 0 : 3    | 41 195      |

#### Nemzetközi kupamérkőzések
Vezetett kupadöntők száma: 5.

##### Interkontinentális kupa
Japán a 4., a 2005-ös FIFA-klubvilágbajnokságot, az 5., a 2008-as FIFA-klubvilágbajnokságot, valamint az Egyesült Arab Emírségek a 6., a  2009-es FIFA-klubvilágbajnokságot rendezte, ahol a FIFA JB vezetőbíróként delegálta.

###### 2005-ös FIFA-klubvilágbajnokság
| Időpont            | Helyszín                        | Mérkőzés típusa | Mérkőzés            | Eredmény | Nézők száma |
| ------------------ | ------------------------------- | --------------- | ------------------- | -------- | ----------- |
| 2005. december 18. | International Stadion, Jokohama | döntő           | São Paulo–Liverpool | 1 : 0    | 66 821      |

###### 2008-as FIFA-klubvilágbajnokság
| Időpont           | Helyszín                     | Mérkőzés típusa | Mérkőzés                                  | Eredmény | Nézők száma |
| ----------------- | ---------------------------- | --------------- | ----------------------------------------- | -------- | ----------- |
| 2008. december 8. | Nemzetközi Stadion, Jokohama | egyik elődöntő  | Gamba Oszaka (japán)–Manchester United FC | 3 – 5    | 67 618      |

###### 2009-es FIFA-klubvilágbajnokság
| Időpont            | Helyszín                        | Mérkőzés típusa | Mérkőzés                                 | Eredmény | Nézők száma |
| ------------------ | ------------------------------- | --------------- | ---------------------------------------- | -------- | ----------- |
| 2009. december 16. | Sheikh Zayed Stadion, Abu-Dzabi | 5. helyért      | TP Mazembe (CAF) –Auckland City FC (OFC) | 2 – 3    | 4200        |
| 2009. december 19. | Sheikh Zayed Stadion, Abu-Dzabi | döntő           | Estudiantes de La Plata–FC Barcelona     | 1 : 2    | 43 050      |

##### Bajnokcsapatok Ligája
A CONCACAF – Észak-, Közép-Amerika és Karib-térség bajnokcsapatainak tornája.
| Időpont           | Helyszín                            | Mérkőzés típusa         | Mérkőzés             | Eredmény | Nézők száma |
| ----------------- | ----------------------------------- | ----------------------- | -------------------- | -------- | ----------- |
| 2007. április 25. | Hidalgo Stadion, Pachuca de Soto    | döntő                   | Pachuca–Guadalajara  | 0 : 0    | 30 000      |
| 2009. május 12.   | Andrés Quintana Roo Stadion, Cancún | második döntő találkozó | CF Atlante–Cruz Azul | 0 : 0    | 13 000      |
| 2010. április 21. | Azul Stadion, Mexikóváros           | első döntő találkozó    | Cruz Azul –Pachuca   | 2 : 1    | 16 186      |

## Szakmai sikerek
Az IFFHS (International Federation of Football History & Statistics) 1987-2011 évadokról tartott nemzetközi szavazásán 151, játékvezető besorolásával minden idők 44, legjobb bírójának rangsorolta, holtversenyben Márcio Rezende, Wolfgang Stark társaságában. A 2008-as szavazáshoz képest 4 pozíciót előbbre lépett.